# Poustomyty
Poustomyty (en ukrainien : Пустомити ; en russe : Пустомыты) est une ville de l'oblast de Lviv, en Ukraine, et le centre administratif du raïon de Poustomyty. Sa population s'élevait à 9 111 habitants en 2013.

## Géographie
Poustomyty est située à 14 km au sud-ouest de Lviv.

## Histoire
La première mention de Poustomyty remonte à 1441. Ce n'est longtemps qu'un modeste village agricole. L'abondance du calcaire autour de Poustomyty conduit à la création de fours à chaux à partir de 1870. La production de chaux contribue à faire passer le chemin de fer Odessa – Stryï par Poustomyty, où une gare est ouverte en 1881. La région, qui appartient alors à l'empire d'Autriche-Hongrie, est prise par les troupes russes le 11 septembre 1914, au début de la Première Guerre mondiale. Les combats détruisent une partie du village. Dans l'entre-deux-guerres, Poustomyty est rattachée à la Pologne et l'enseignement primaire n'est dispensé qu'en polonais. Après le Pacte germano-soviétique, Poustomyty est occupée le 21 septembre 1939 par les troupes soviétiques. L'année suivante, après l'annexion de la région, elle devient le centre administratif d'un raïon. Peu de temps après l'attaque de l'Allemagne nazie contre l'Union soviétique, Poustomyty est occupée par l'armée allemande. Un camp de concentration est ouvert à proximité. La ville est libérée le 28 juillet 1944 de l'occupation allemande. Dans les années qui suivent la guerre, la localité bénéficie de l'électrification et de l'approvisionnement en gaz. Poustomyty reçoit le statut de ville en 1988.

## Armoiries
Les nouvelles armoiries de la ville, adoptées en 1999, représentent un four à chaux argent dans le champ vert et trois cercles d'or, en héraldique des pièces de monnaie, qui symbolisent également les trois localités de Poustomyty, Lisnevytchi (Лісневичі) et Glynna (Глинна), réunies pour former la ville de Poustomyty.

## Population
Recensements (*) ou estimations de la population :
| 1939  | 1959* | 1970* | 1979* | 1989* |
| ----- | ----- | ----- | ----- | ----- |
| 1 800 | 3 174 | 5 055 | 6 690 | 9 342 |

| 2001* | 2010  | 2011  | 2012  | 2013  |
| ----- | ----- | ----- | ----- | ----- |
| 9 798 | 9 018 | 9 016 | 9 060 | 9 111 |

## Éléments culturels

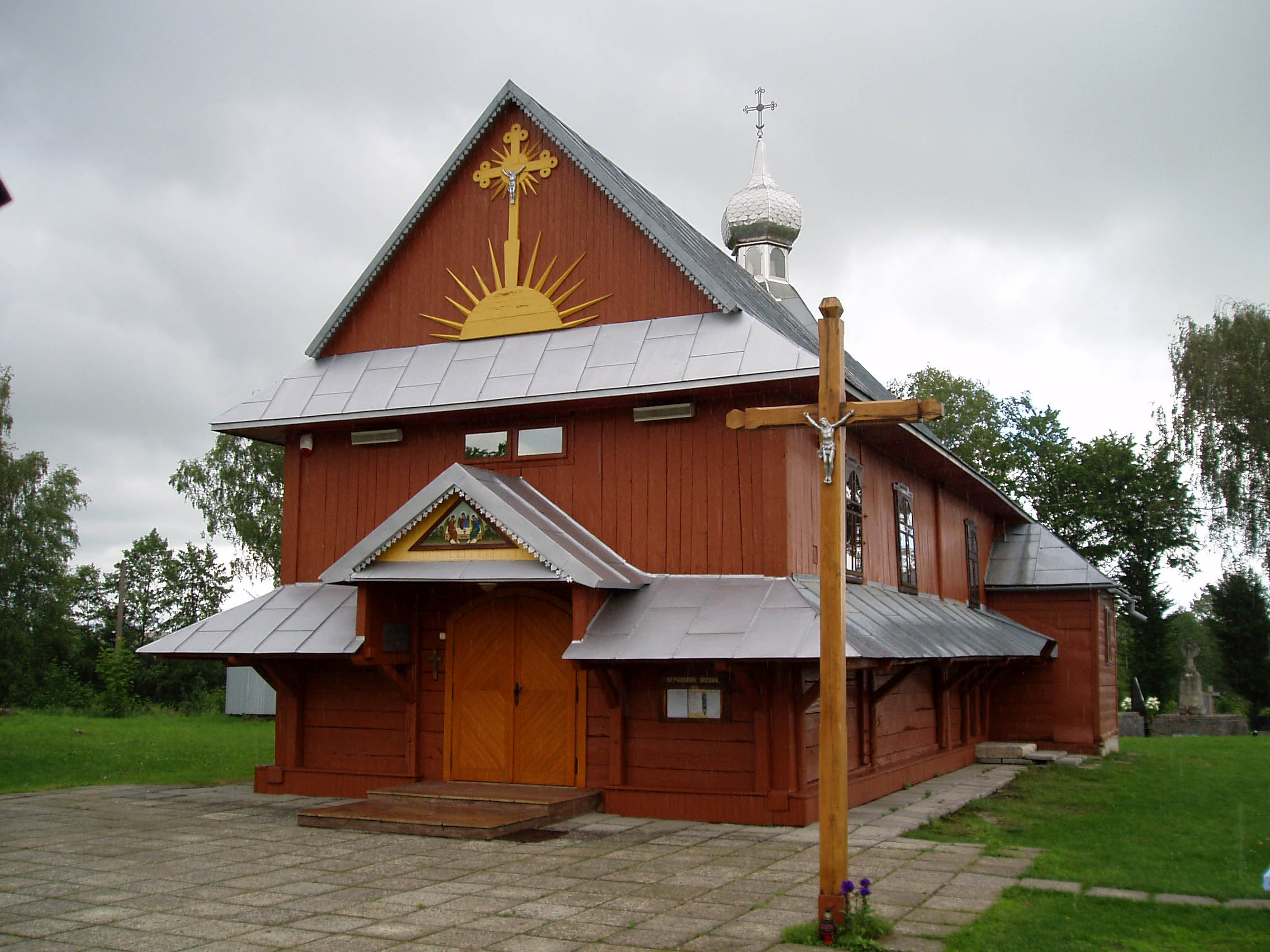
Église Siméon le stylite classée[2],[3],
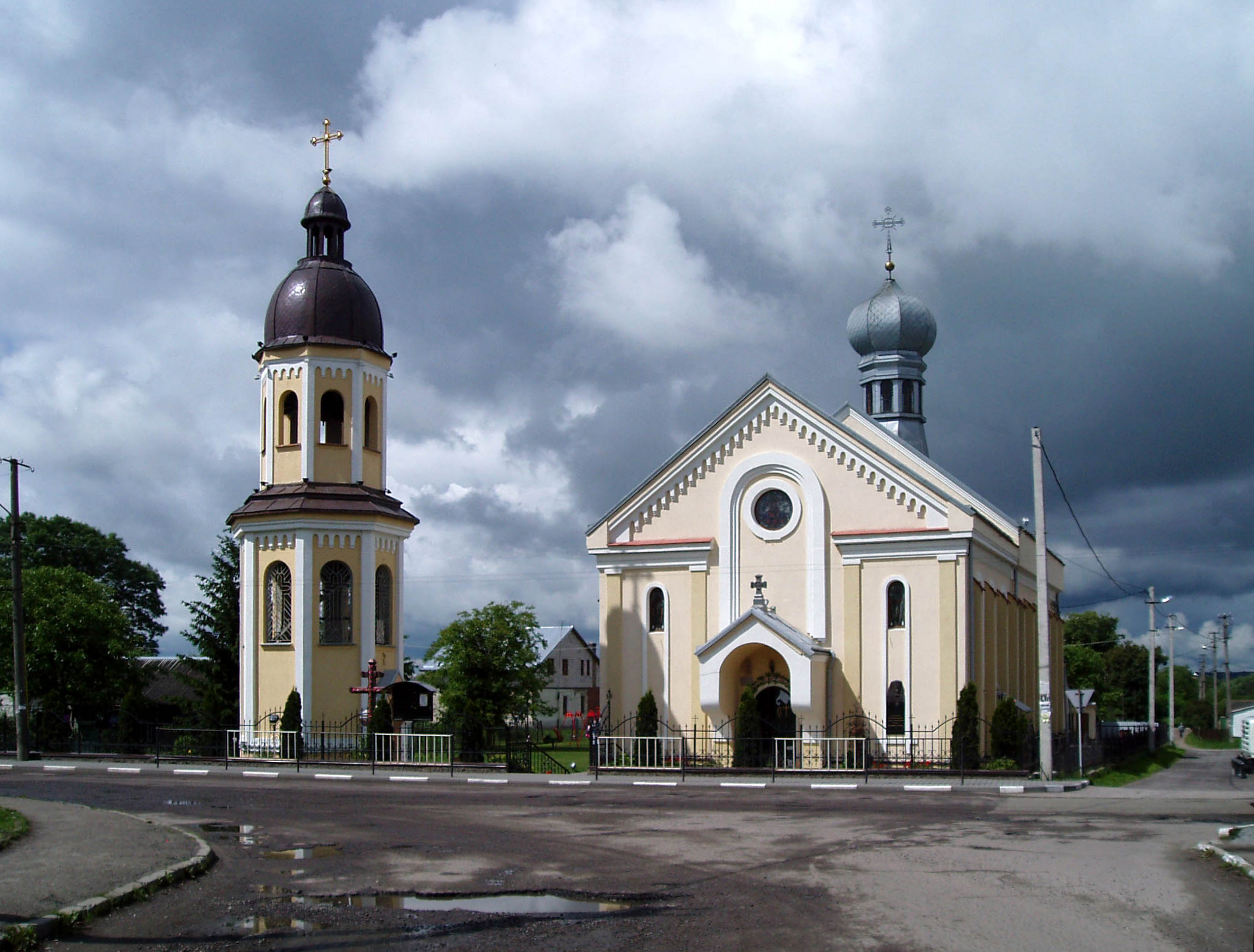
église de l'Assomption classée[4],
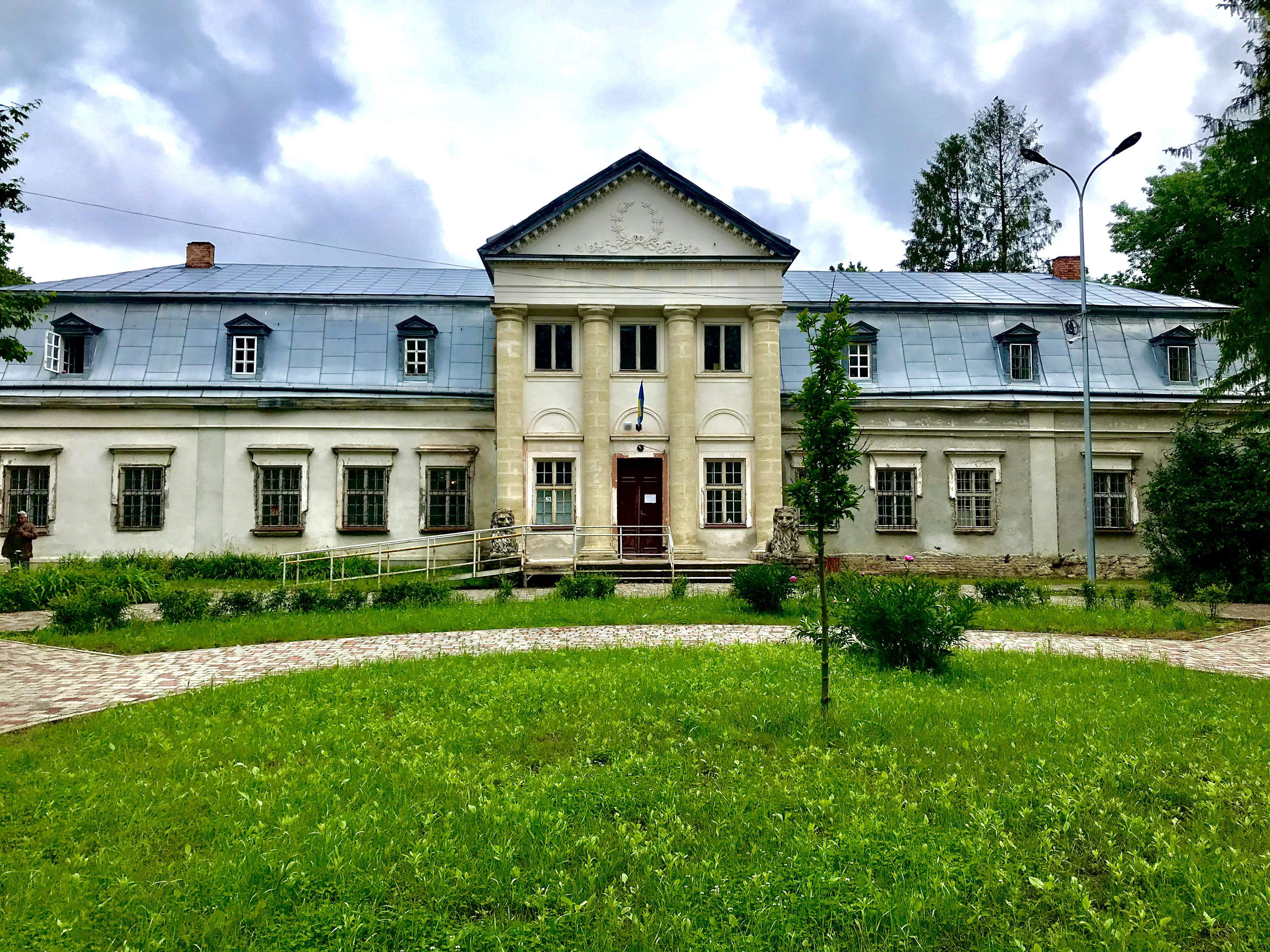
palais Poustomyty classé[5].